# Birdland (Wien)

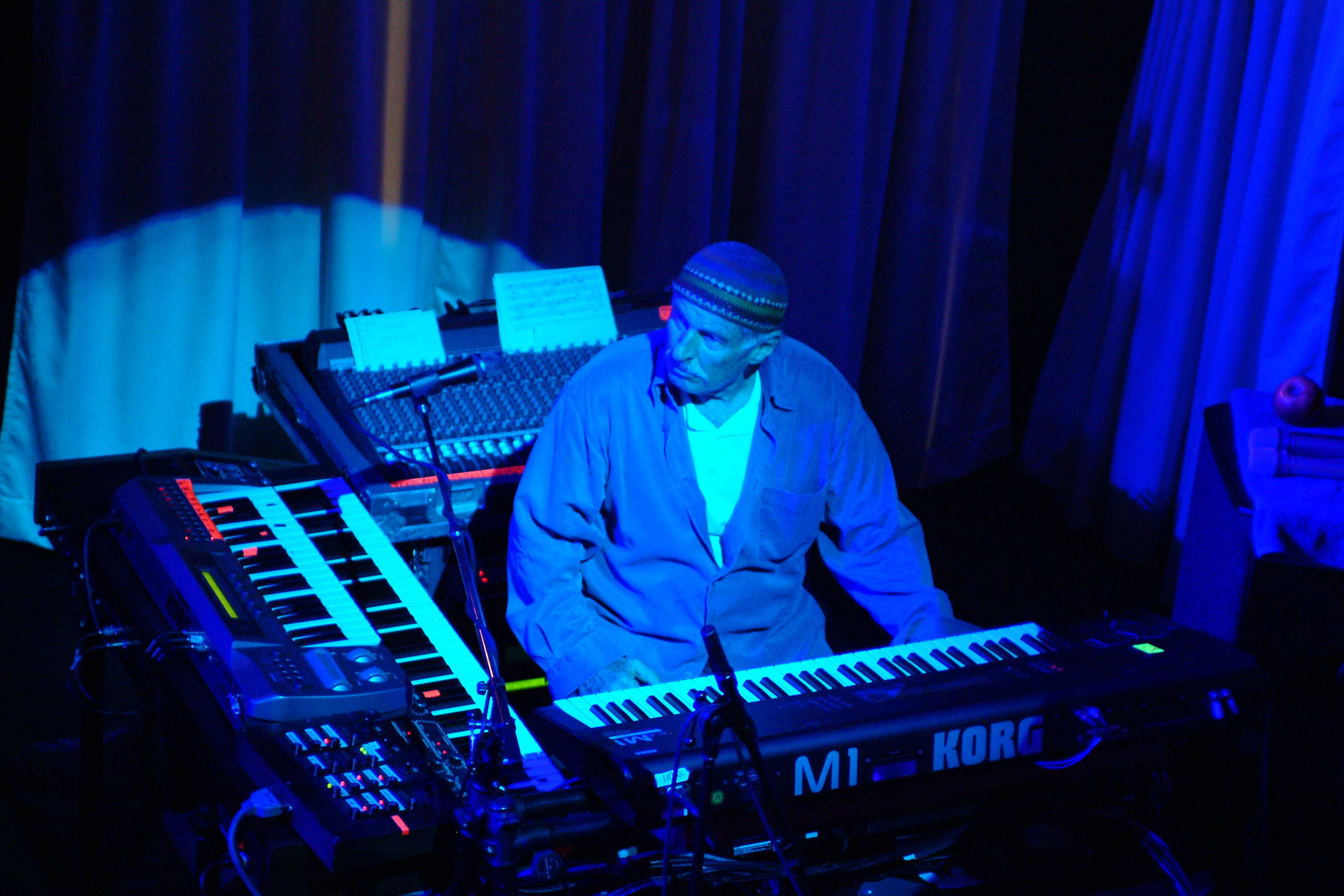
Joe Zawinul bei der Eröffnung des Jazzclubs Birdland am 29. Mai 2004.

Joe Zawinuls Birdland in Wien war ein Jazzclub, der zwischen 2004 und 2008 existierte.

## Geschichte
Die Band Weather Report veröffentlichte 1977 auf dem Album Heavy Weather Joe Zawinuls Titel mit dem Namen Birdland. Der Titel war eine Hommage an den New Yorker Jazzclub Birdland. In einem Interview äußerte sich Zawinul über das Birdland in New York:

„Im Birdland spielten die besten Jazzmusiker und Bands. Duke Ellington und das Count Basie Orchestra, Miles Davis, Dizzy Gillespie, Cannonball, Ella Fitzgerald, Dinah Washington: dieser Club hatte alles. Für mich war er der wichtigste Platz in meinem Leben.“

Zusammen mit der Birdland Betriebs- und Veranstaltungsservice GmbH eröffnete Zawinul 2004 im Untergeschoß des Hilton Hotel in Wien den Jazzclub Joe Zawinuls Birdland; der Club fasste 200 Gäste und erhielt keine Subventionen. Dennoch gelang es, große Namen für Konzerte ins Birdland zu holen: Es spielte dort das Zawinul Syndicate (Vienna Nights, 2005) ebenso wie die WDR Big Band Köln (Brown Street, 2005), Puschnig & Sharrock, Toots Thielemans oder Randy Crawford. 
Ein Jahr nach der Eröffnung gründete Zawinul das Label BirdJAM, das ausschließlich für die Veröffentlichung von Live-Aufnahmen aus dem Wiener Birdland vorgesehen war. Nach der Eröffnung geriet der Club wiederholt in finanzielle Schwierigkeiten. Zitat des Geschäftsführers: "Hauptfehler war, dass kein ordentlicher Businessplan erstellt worden ist". Zawinul ergänzte: "Wir haben uns schwer einegetheatert [sic]. Aber aus Fehlern lernt man. So ist es im Leben".
Zawinul verstarb am 11. September 2007 im Alter von 75 Jahren. Knapp ein Jahr später, am 11. August 2008, wurde das Konkursverfahren eröffnet. Da die Gespräche mit möglichen Investoren ergebnislos blieben, wurde der Jazzclub vom Handelsgericht geschlossen.

Joe Zawinul’s Birdland, 360°-Panoramafoto